# Podstene (miasto Čabar)
Podstene – wieś w Chorwacji, w żupanii primorsko-gorskiej, w mieście Čabar. W 2011 roku liczyła 17 mieszkańców.